# The Sweetener Sessions
The Sweetener Sessions (офіційно American Express x Ariana Grande: The Sweetener Sessions у Сполучених Штатах та Capital Up Close Presents Ariana Grande у Великій Британії) — рекламний тур американської співачки Аріани Ґранде на підтримку її четвертого студійного альбому Sweetener (2018). Він розпочався 20 серпня 2018 року в Нью-Йорку і завершився 4 вересня 2018 року в Лондоні.

## Фон
Після випуску студійного альбому Sweetener, Аріана виступила на трьох концертах: в Irving Plaza (Нью-Йорк), в The Vic Theatre (Чикаго) та в Ace Theatre (Лос-Анджелес) з 20 по 25 серпня 2018 року. 
Квитки на шоу були доступні виключно для власників карток American Express. 
Концерт у Нью-Йорку відбувся відразу після появи Ґранде на MTV Video Music Awards 2018, де вона виконала «God Is a Woman».
28 серпня 2018 року був анонсований лондонський концерт у партнерстві з радіо Capital Up Close. Квитки на шоу не можна було придбати, натомість слухачі «Capital» могли виграти їх в конкурсах.  

## Сет-лист
1. Breathin'
2. R.E.M
3. Better Off
4. Sweetener
5. Successful
6. Pete Davidson
7. Borderline
8. Everytime
9. Goodnight n Go
10. God Is a Woman
11. Get Well Soon
12. No Tears Left to Cry
13. Raindrops (An Angel Cried)

1. Raindrops (An Angel Cried)
2. Blazed
3. Goodnight n Go
4. Honeymoon Avenue
5. Everytime
6. Sweetener
7. Successful
8. Pete Davidson
9. Better Off
10. Breathin'
11. God Is a Woman
12. R.E.M
13. Get Well Soon
14. No Tears Left to Cry
15. Be Alright
16. Right There
17. Tattooed Heart
18. Be My Baby
19. Best Mistake
20. Break Your Heart Right Back
21. One Last Time

1. Breathin'
2. Only 1
3. Sweetener
4. Successful
5. Blazed
6. Goodnight n Go
7. Be My Baby
8. Everytime
9. R.E.M
10. Borderline
11. Better Off
12. Pete Davidson
13. God Is a Woman
14. No Tears Left to Cry
15. Get Well Soon
16. Raindrops (An Angel Cried)

1. Raindrops (An Angel Cried)
2. Blazed
3. R.E.M
4. God Is a Woman
5. Better Off
6. Everytime
7. Goodnight n Go
8. Sweetener
9. Successful
10. Pete Davidson
11. Honeymoon Avenue
12. You'll Never Know
13. Borderline
14. No Tears Left to Cry
15. Tattooed Heart
16. Get Well Soon
17. Breathin'
18. One Last Time
19. Best Mistake
20. Why Try
21. Right There

## Концерти
| Дата                | Місто            | Країна           | Місце проведення         |
| Північна Америка    | Північна Америка | Північна Америка | Північна Америка         |
| ------------------- | ---------------- | ---------------- | ------------------------ |
| 20 серпня 2018 року | Нью-Йорк         | США              | Irving Plaza             |
| 22 серпня 2018 року | Чикаго           | США              | The Vic Theatre          |
| 25 серпня 2018 року | Лос-Анджелес     | США              | The Theatre at Ace Hotel |
| Європа              |                  |                  |                          |
| 4 вересня 2018 року | Лондон           | Велика Британія  |                          |

## Сприйняття
Керолайн Салліван з The Guardian оцінила шоу в Лондоні чотирма зірками з п'яти. 